# 東天紅鶏

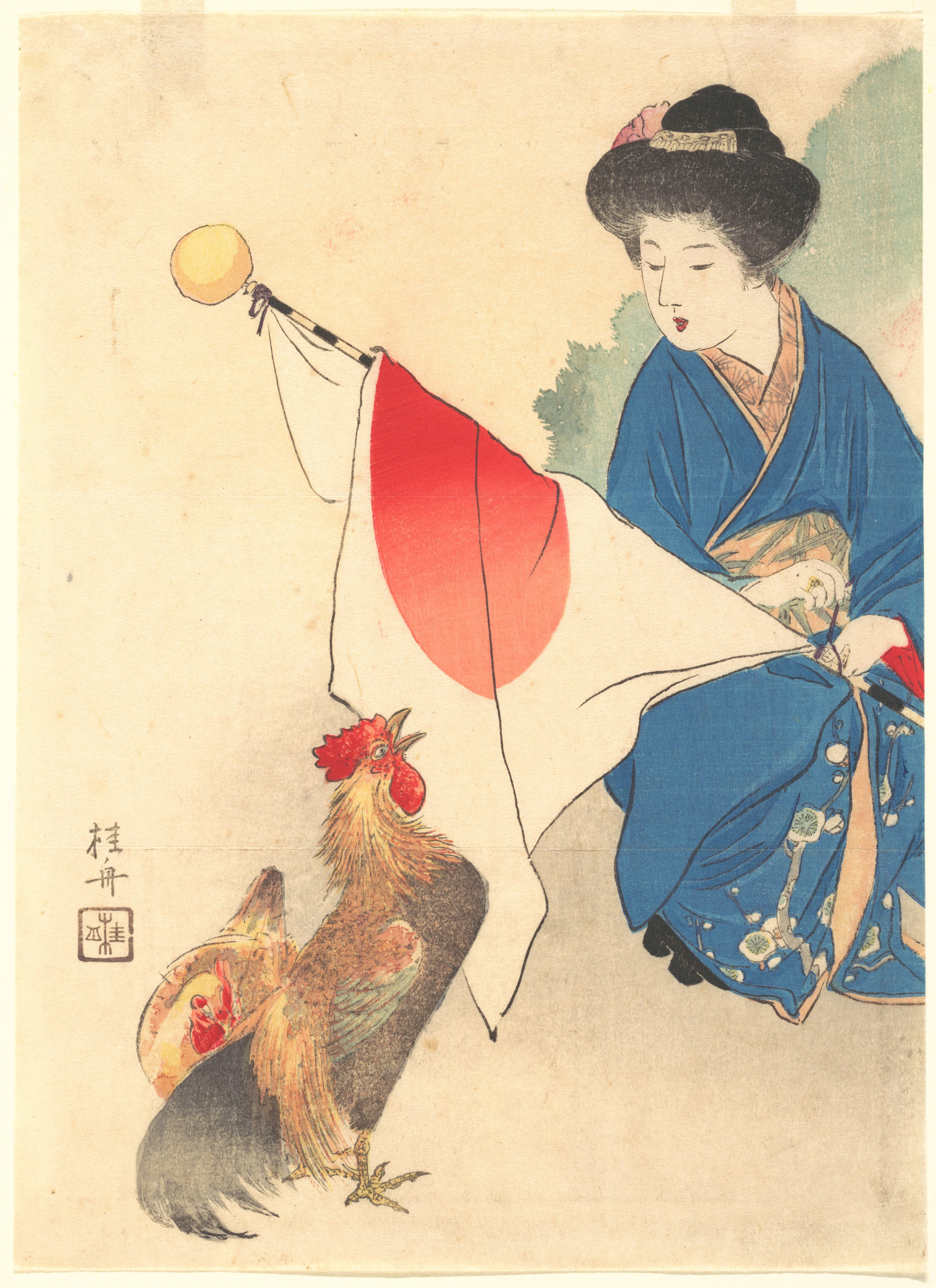
武内桂舟画 「東天紅」1909年

東天紅鶏（トウテンコウ）は、ニワトリの品種の一つ。

## 特徴
単冠。体重は雄2,250ｇ、雌1,800ｇ。英名はLong crower、あるいは日本語名を直接使用したTotenko等。
唐丸・声良と共に日本三長鳴鶏の一つとして知られる。1936年に、日本の天然記念物に指定された。名称は、「夜明けの東の空が紅く染る頃に、美声で謡う」という習性に因むとされる。あるいは鳴き声に因むとの説もある。
原産は高知県。オナガドリと起源を同じくすると考えられており、形態が類似するほか遺伝的にも近縁である。鳴き声が長く、個体によっては一息で最大10秒〜15秒、あるいは20秒にも達する。

## 画像

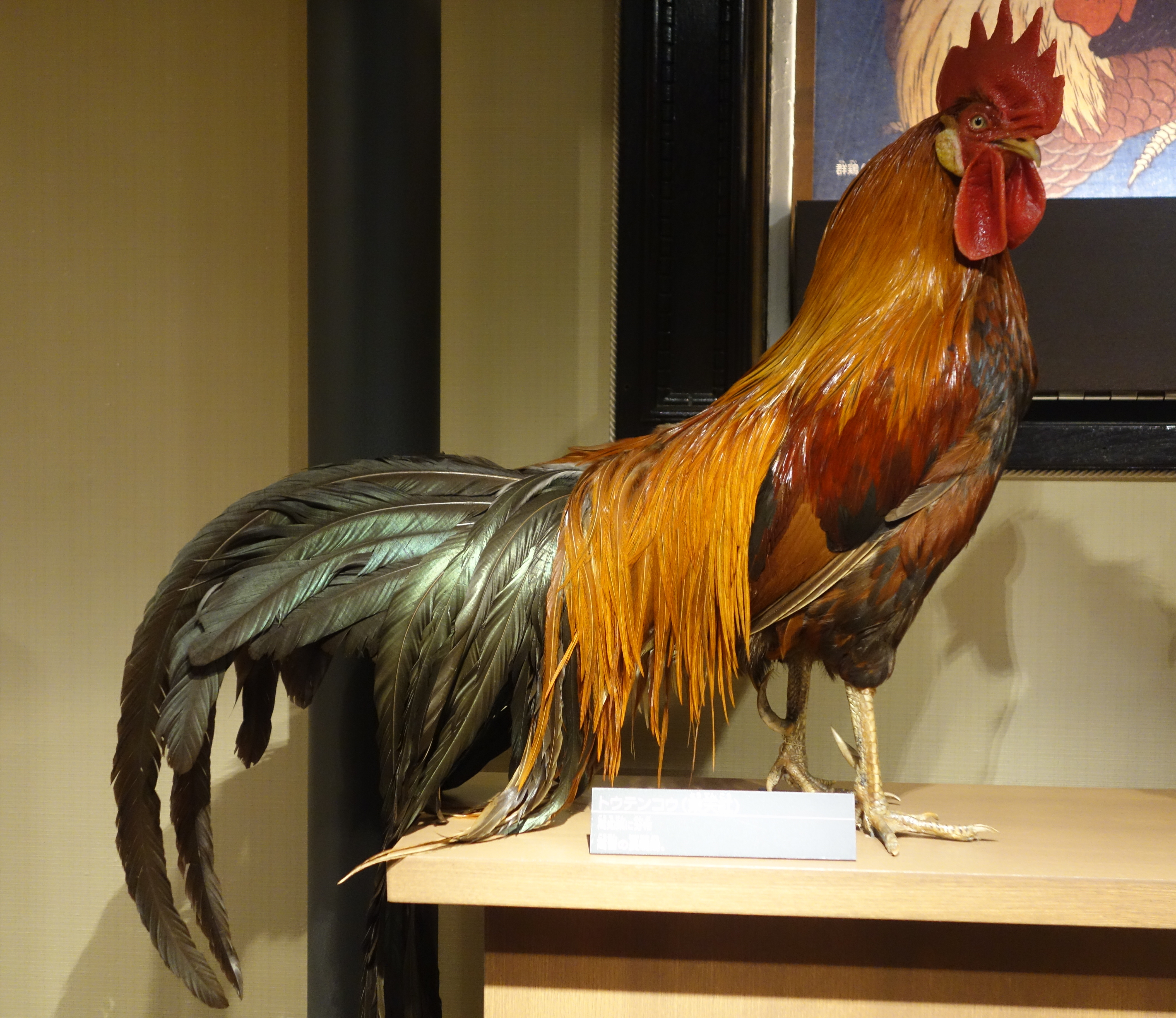
トウテンコウ（オス、国立科学博物館の展示）
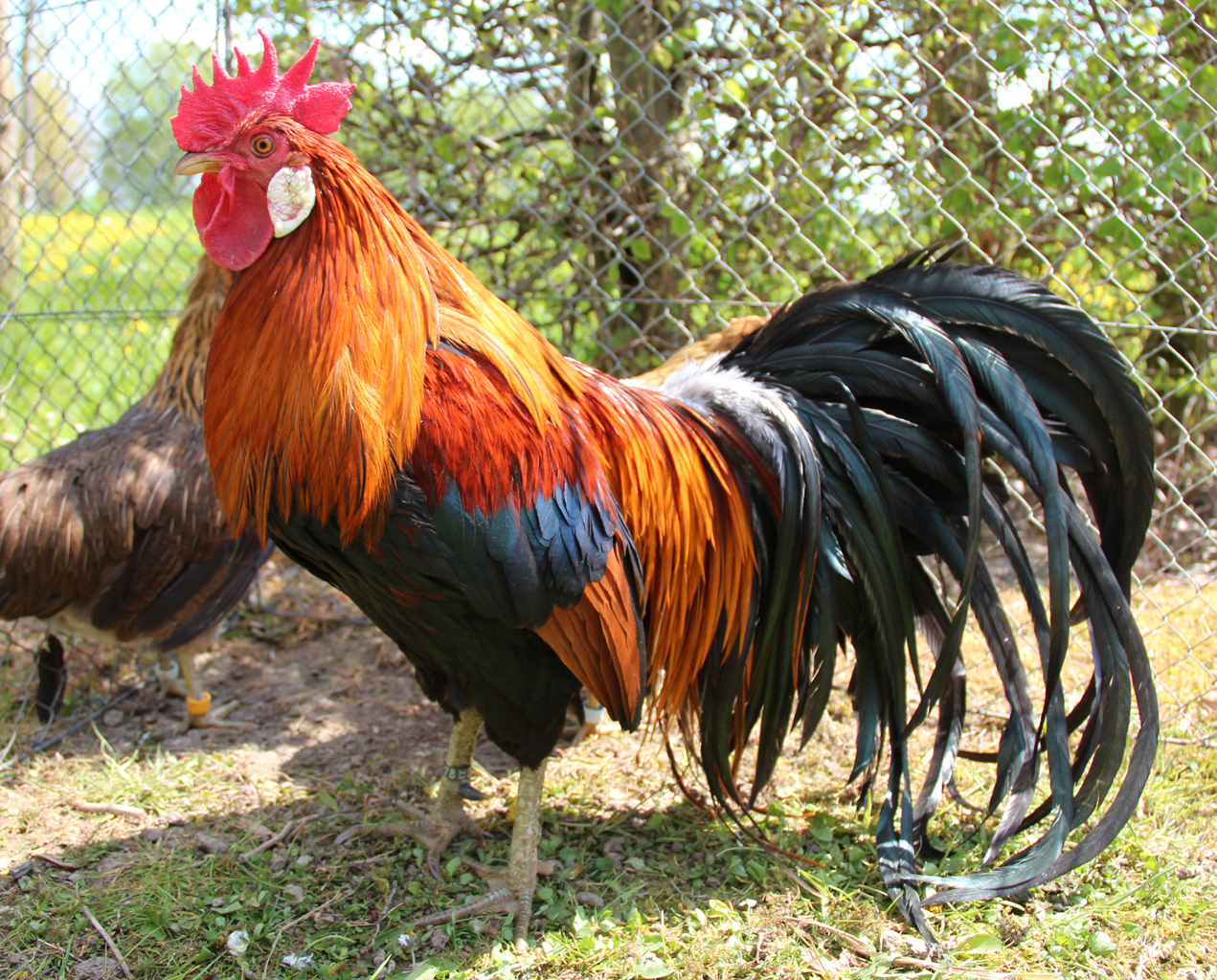
オス
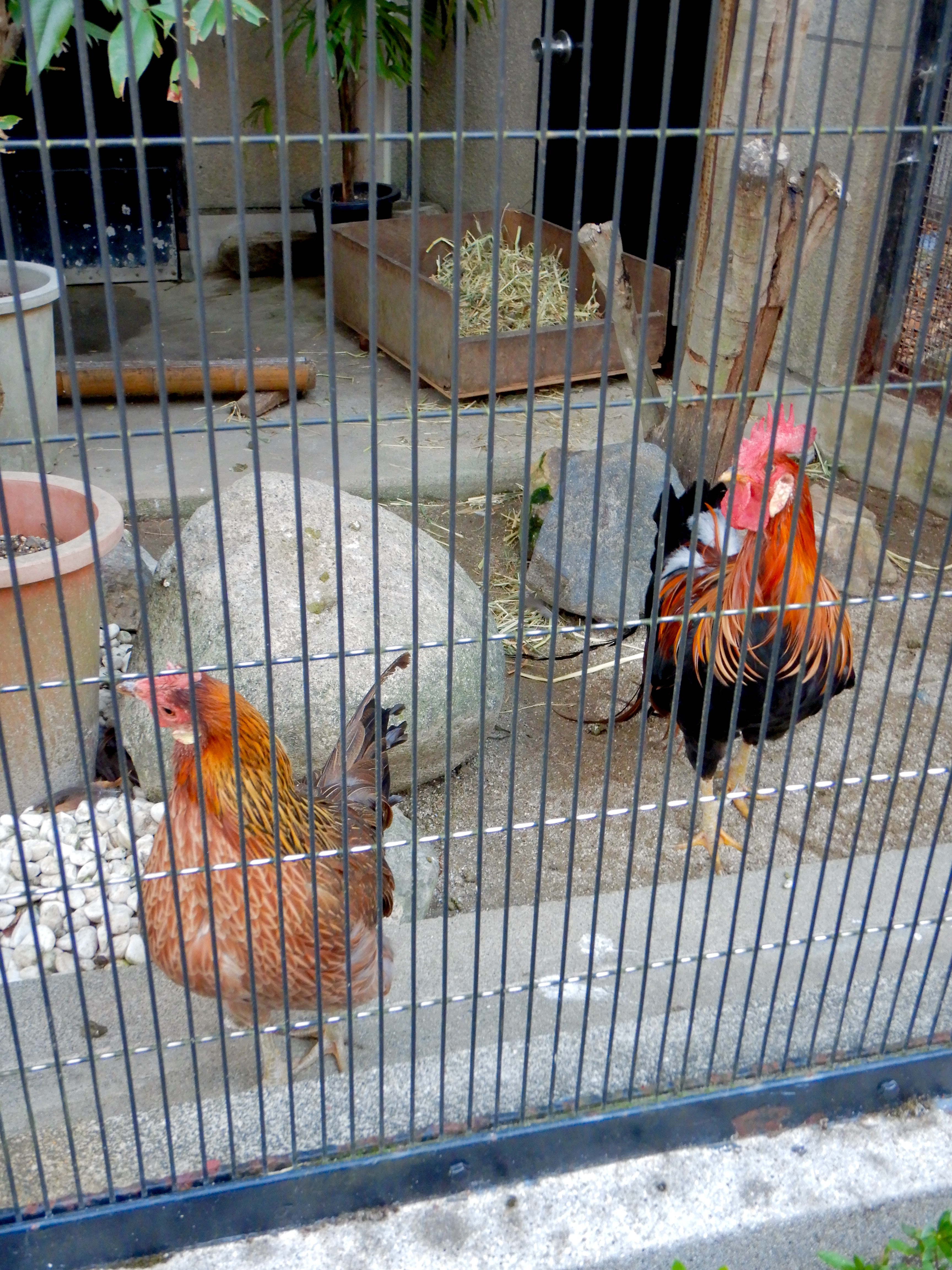
右側がオス、左側がメス